# Oxalaia
Oxalaia – rodzaj wymarłego dinozaura, teropoda z rodziny spinozaurów. Jego nazwa wywodzi się od afrykańskiego bóstwa Oxalá. Zwierzę żyło na terenie obecnego Regionu Północno-Wschodniego Brazylii w cenomanie (kreda późna). Jedyne znane skamieniałości odnaleziono w 1999 na wyspie Cajual, w skałach formacji Alcântara, znanej z obfitości fragmentarycznych, izolowanych okazów. Szczątki opisali w 2011 brazylijski paleontolog Alexander Kellner i współpracownicy, przypisując je do nowego rodzaju obejmującego pojedynczy gatunek Oxalaia quilombensis. Epitet gatunkowy odwołuje się do osad quilombo.
Choć Oxalaia znana jest jedynie z dwóch niepełnych kości czaszki, Kellner i współpracownicy odkryli, że jej zęby i czaszka spełniają kilka wyróżniających się cech niespotykanych u innych spinozaurydów czy teropodów w ogóle, w tym dwa zęby zastępcze w każdym zębodole i bardzo wyrzeźbione podniebienie wtórne. Dinozaur zasiedlał obszary klimatu zwrotnikowego, gęsto zalesione, otoczone terenami suchymi. Środowisko to cechowała znaczna różnorodność form życia, obecnych także w Afryce Północnej środka okresu kredowego, bowiem kontynenty afrykański i południowoamerykański wchodziły w skład jednego lądu, superkontynentu Gondwany. Jako spinozauryd Oxalaia prezentowała cechy czaszki wskazujące na częściowo rybożerny tryb życia, przywodząc na myśl dzisiejsze krokodyle. Dowody kopalne sugerują, że spinozaurydy polowały także na inne zwierzęta, jak niewielkie dinozaury i pterozaury.

## Odkrycie i nazwa

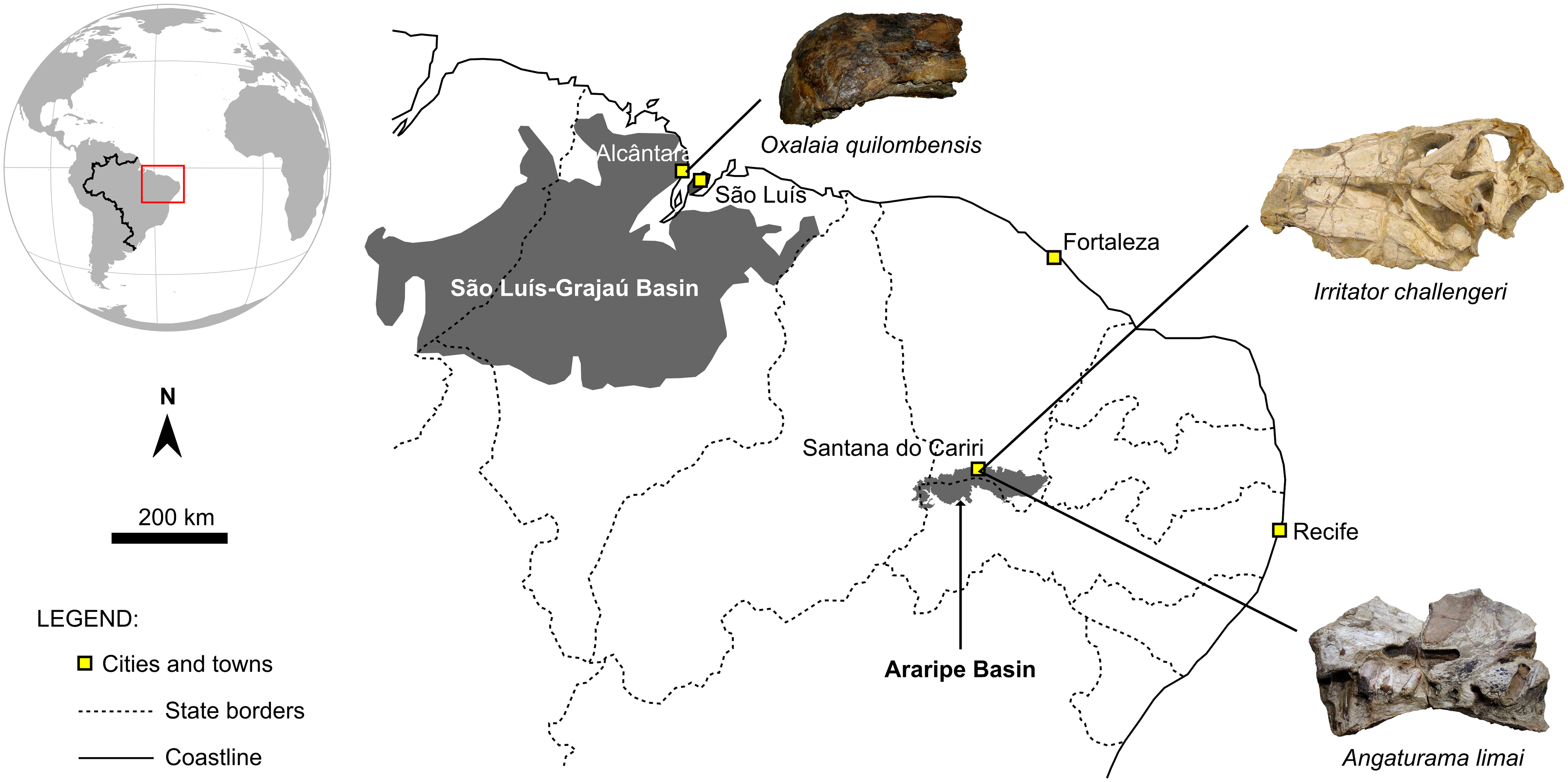
Mapa Regionu Północno-Wschodniego Brazylii, na której zaznaczono miejsca odkrycia skamieniałości trzech okazów spinozaurynów w kotlinach Araripe i São Luís-Grajaú, od góry do dołu: Oxalaia, Irritator i Angaturama

Oxalaia znaleziona została w skałach osadowych formacji Alcântara, wchodzącej w skład grupy Itapecuru w Kotlinie São Luís-Grajaú na północnym wschodzie Brazylii. Skały te datowane są na cenoman w kredzie późnej, powstały między 100,5 a 93,9 miliona lat temu. Wychodnię na północnym końcu tej formacji, Laje do Coringa, budują w większości piaskowce i mułowce wraz z warstwami zlepieńców, wśród których znajdywano skamieniałości roślin i kręgowców. Osady te odłożyły się w środowisku morskim i rzecznym, przypominającym egipską formację Bahariya, w której odnaleziono szczątki spinozaura. W 1999 skamieniałości Oxalaia wydobyto z Laje do Coringa. Paleontolog Elaine Machado z Muzeum Narodowego w Rio de Janeiro była zaskoczona znalezieniem tak kompletnych skamieniałości w tym miejscu. Znalezisko takie to rzadkość w związku z erozyjnym działaniem pływów, odpowiedzialnych za fragmentaryzację większości skamieniałości tego cmentarzyska. Znaleziska znajdywane poza macierzystą formacją często zostały przemieszczone przez fale. Ogólnie większość skamieniałych pozostałości znalezionych w formacji Alcântara to zęby bądź izolowane fragmenty kośćca, których Laje do Coringa dostarczyło setki.

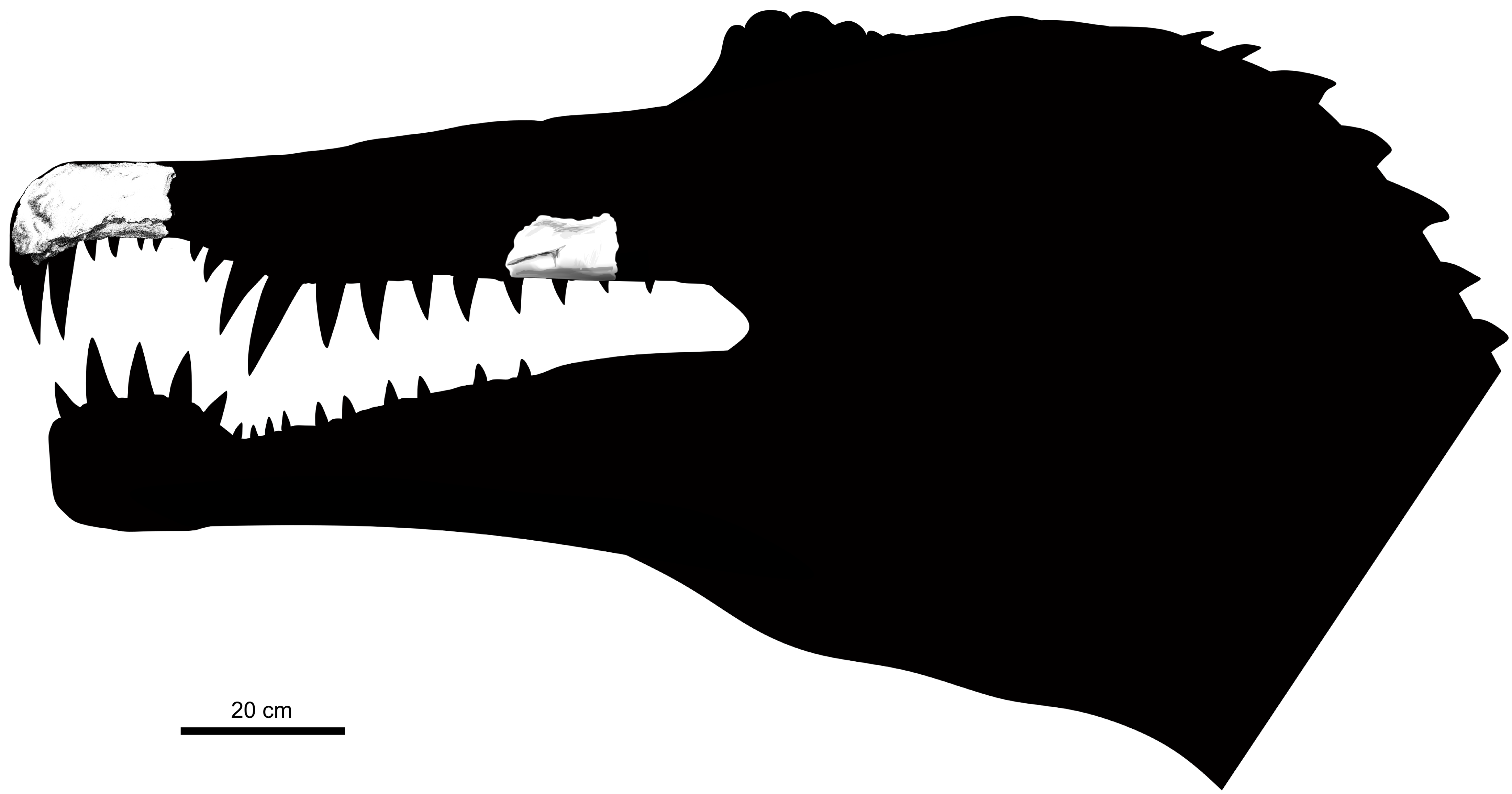
Znany materiał Oxalaia (zaznaczony na biało)

Oxalaia jest jednym z trzech rodzajów spinozaurydów, których pozostałości znaleziono w Brazylii. Dwa pozostałe to Irritator i Angaturama, być może młodszy synonim poprzedniego. Odkryto je w skałach formacji Romualdo, datowanej na alb, jakieś 6-9 milionów lat przed Oxalaia. Zapis kopalny spinozaurydów jest ubogi, jeśli porównać go z innymi grupami teropodów. Znanych jest bardzo mało w miarę kompletnych szkieletów tych zwierząt, a większość rodzajów opisano na podstawie izolowanych fragmentów, jak kręgi czy zęby. Holotyp Oxalaia quilombensis, oznaczony MN 6117-V, został znaleziony in situ (czyli w pierwotnym miejscu spoczynku), lewa strona okazu była częściowo ukryta w skale. Okaz obejmuje połączone kości przedszczękowe dużego osobnika. Izolowana i fragmentaryczna lewa kość szczękowa (MN 6119-V) została przypisana do tego samego rodzaju, ponieważ charakteryzowały ją te same typowe cechy spinozaurydów. Kość tę odkryto na powierzchni skały, być może przemieściła się z jej oryginalnego położenia dzięki erozji. Oba fragmenty kości znaleziono na wyspie Cajual w Maranhão w Regionie Północno-Wschodnim Brazylii. Znajdują się w Muzeum Narodowym w Rio de Janeiro. W 2018 w muzeum wybuchł pożar, być może niszcząc okazy Oxalaia, jak też wiele innych skamieniałości przechowywanych w tej placówce. Prócz fragmentarycznych kości czaszki liczne zęby Spinosauridae odnotowywano już wcześniej z Laje do Coringa.
Odkrycia Oxalaia i późnokredowych Pepesuchus i Brasiliguana ogłoszono podczas prezentacji Brazylijskiej Akademii Nauk w marcu 2011. Machado opisała Oxalaia jako dominującego gada na terenach obecnej wyspy Cajual. Opis gatunku sporządzili brazylijscy paleontolodzy Alexander Kellner, Elaine Machado, Sergio Azevedo, Deise Henriques i Luciana Carvalho. Publikacja weszła w skład 20 prac dotyczących prehistorycznej bioróżnorodności opublikowanych przez Akademię w marcu 2011. Gatunek typowy Oxalaia quilombensis stanowi ósmy oficjalnie nazwany gatunek teropoda z Brazylii. Nazwa rodzajowa Oxalaia pochodzi od imienia afrykańskiego bóstwa Oxalá, którego kult pojawił się w Brazylii wraz z afrykańskimi niewolnikami. Epitet gatunkowy quilombensis odnosi się do osad quilombo, takich jak te na wyspie Cajual, zakładanych przez zbiegłych niewolników.

## Budowa

Wstępne porównanie wielkości Oxalaia i człowieka w postawach pływających

Holotypowe kości przedszczękowe mierzą razem 201 mm długości. Zachowany fragment ma 115 mm szerokości, jednak jego przyżyciową maksymalną szerokość szacuje się na 126 mm. Wysokość wynosi 103 mm. Na podstawie analizy czaszek spokrewnionych spinozaurydów długość czaszki Oxalaia szacuje się na 1,35 m, ustępowała więc spinozaurzej, mającej jakieś 1,75 m, wedle oszacowania w pracy włoskiego paleontologa Cristiano Dal Sasso i współpracowników w 2005. Kellner z zespołem porównał okaz Dal Sasso (MSNM V4047) z posiadanym fragmentem pyska Oxalaia w 2011. W ten sposób oszacowali na 12–14 m długość zwierzęcia i na 5-7 ton masę ciała. Czyniłoby to Oxalaia największym teropodem Brazylii. Na drugim miejscu jest Pycnonemosaurus, szacowany na 8,9 m.
Czubek pyska Oxalaia był powiększony, a zwężony w tylnym końcu, przyjmując dzięki temu kształt rozety wyróżniający spinozaurydy. Dzięki takiej budowie zazębiał się z również poszerzonym przodem kości zębowej. Pysk posiada szerokie i głębokie otwory, w których za życia zwierzęcia mieściły się prawdopodobnie kanały odżywcze, w których były naczynia krwionośne i nerwy. Pysk w widoku bocznym wydaje się bardziej zaokrąglony niż u spinozaura, u którego koniec szczęka zapada w dół pod ostrzejszym kątem, jak to widać w przypadku okazów MSNM V4047 i MNHN SAM 124. Kości szczękowe mają parę wydłużonych wyrostków rozciągających się wzdłuż linii środkowej na podniebieniu, są one zamknięte między kośćmi przedszczękowymi i ograniczają trójkątne zagłębienie o skomplikowanej morfologii na swym przednim końcu. Podobne wyrostki spotyka się u suchomima czy Cristatusaurus, a także MNHN SAM 124, choć nie tak widoczne. Struktury te budują podniebienie wtórne. Dolna strona kości przedszczękowych jest bogato ornamentowana – w przeciwieństwie do znacznie gładszych kości przedszczękowych u innych spinozaurydów.
Kości przedszczękowe mają po 7 zębodołów po każdej stronie, tyle samo, co u Angaturama, Cristatusaurus, Suchomimus i przypisywanego spinozaurowi MNHN SAM 124. MSNM V4047, inny okaz także zaliczany do Spinosaurus, ma ich jedynie 6. Nie można potwierdzić, czy ta mniejsza liczba wynika z ontogenezy, trzeba byłoby uwzględnić więcej znalezisk. Duża diastema oddziela trzeci zębodół od kolejnego. Podobna cecha występuje u innych spinozaurydów, u suchomima jest słabiej wyrażona. Kolejna diastema prawie tej samej długości leży pomiędzy piątym i szóstym zębodołem. Widać ją także w MNHN SAM 124, a u MSNM V4047 jest znacznie dłuższa. Nie stwierdza się jej u Suchomimus, a także u Cristatusaurus. Kawałek kości szczękowej Oxalaia oznaczony jako MN 6119-V ma dwa zębodoły i złamany trzeci z fragmentem zęba. Tak jak kość przedszczękowa, zachował on kanały odżywcze. Ponadto pośrodku znajduje się płytkie wgłębienie, co wskazuje na położenie blisko nozdrzy zewnętrznych. Niewielkie pozostałości w niektórych z pozostałych zębodołów wskazują, że w przeciwieństwie do swych wczesnokredowych krewnych Suchomimus i Cristatusaurus, Oxalaia miała zęby pozbawione ząbkowania krawędzi tnących. Poza pojedynczym funkcjonalnym zębem w zębodole znaleziono dwa zęby zastępcze. Wedle Kellnera zastępowanie zębów stanowi częstą cechę u rekinów czy niektórych gadów, ale nie u teropodów. Przekrój zęba jest typowego dla spinozaurydów owalnego kształtu, zamiast bocznego spłaszczenia spotykanego u innych teropodów
Pozostawione przez Spinosauridae zęby z Laje do Coringa zostały podzielone na dwa główne morfotypy przez brazylijskiego paleontologa Manuela Medeirosa w 2006. Oba reprezentują typowe dla spinozaurydów uzębienie, choć morfotyp II różni się od I gładszym szkliwem. Zęby Oxalaia morfologią przypominają bardziej morfotyp I. Druga grupa reprezentować może zużyte zęby morfotypu I bądź pozostałości nieopisanego jeszcze spinozauryna z formacji Alcântara.

## Systematyka

Czaszka bliskiego krewnego Oxalaia spinozaura z podpisanymi kośćmi

Oxalaia posiada cechy typowe występujące u okazów MSNM V4047 i MNHN SAM 124, umieszczanych w gatunku Spinosaurus aegyptiacus. Odróżnia się natomiast od innych spinozaurydów takimi autapomorfiami czaszki i zębów, jak ornamentowana podniebienna część kości przedszczękowej i obecność dwóch zębów zastępczych w każdym zębodole. Opisy mniej znanych spinozaurdów, jak Siamosaurus czy „Sinopliosaurus” fusuiensis, opierają się wyłącznie na ich zębach. Trudno wobec tego odróżnić je od innych taksonów. Praktyka nazywania teropodów na podstawie izolowanych zębów bądź nawet ich fragmentów zaowocował wieloma niepewnymi nazwami mogącymi okazać się synonimami. Dotyczy on także spinozaurydów. Sytuację pogarsza częsty brak zachowanych tych samych części szkieletu u różnych okazów, a takie zachowanie jest warunkiem prawidłowego rozróżniania taksonów.
W 2017 ukazała się analiza filogenetyczna autorstwa brazylijskich paleontologów Marcosa Salesa i Cesara Schultza, wedle której Oxalaia była bliżej spokrewniona z afrykańskimi spinozaurynami, niż z brazylijską Angaturama z tej samej podrodziny. Wskazywał na to szerszy pysk i brak grzbietowego grzebienia strzałkowego na kości przedszczękowej. Brazylijskie rodzaje Oxalaia i Angaturama uznano za najbliższych krewnych spinozaura, Oxalaia wręcz za jego grupę siostrzaną. Pomimo fragmentaryczności, materiał z Brazylii wskazuje na większe zróżnicowanie spinozaurynów, niż to wcześniej sądzono. Spinosaurus różni się od Oxalaia znacznie szerzej rozstawionymi zębodołami, obecnością zwężenia pomiędzy trzecim a czwartym zębodołem oraz ostrzejszym pochyleniem pyska. Oxalaia zalicza się obecnie do podrodziny Spinosaurinae dzięki budowie szczęki i braku ząbkowania krawędzi zębów, co jest cechą typową dla Baryonychinae. Poniżej kladogram z pracy Salesa i Schultza.
|  | Angaturama                                              |
|  |                                                         |
|  | \| \| Oxalaia \| \| \| \| \| \| Spinosaurus \| \| \| \| |
|  |                                                         |
|  | Oxalaia                                                 |
|  |                                                         |
|  | Spinosaurus                                             |
|  |                                                         |

|  | Oxalaia     |
|  |             |
|  | Spinosaurus |
|  |             |

|  | Angaturama                                              |
|  |                                                         |
|  | \| \| Oxalaia \| \| \| \| \| \| Spinosaurus \| \| \| \| |
|  |                                                         |
|  | Oxalaia                                                 |
|  |                                                         |
|  | Spinosaurus                                             |
|  |                                                         |

|  | Oxalaia     |
|  |             |
|  | Spinosaurus |
|  |             |

## Paleoekologia

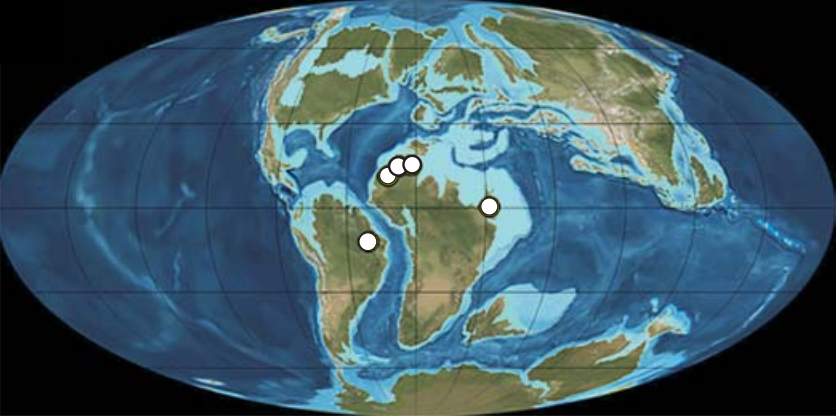
Miejsca występowania spinozaurydów na mapie paleogeograficznej z wieków: alb-cenoman

Późnokredowe osady formacji Alcântara można interpretować jako powstałe w środowisku wilgotnego tropikalnego lasu, w którym dominowały rośliny iglaste, paprotniki i skrzypowe. Lasy te otaczały suche bądź półsuche tereny, na których pomiędzy krótkimi okresami ulewnych deszczów panowały dłuższe okresy suszy. Wielka obfitość i różnorodność taksonów zwierzęcych, w tym dinozaurów, pterozaurów, węży, mięczaków, krokodyli, Notosuchidae i ryb odkryta została w skałach tej formacji. Taksony wodne znane z jej osadów obejmują wielkiego celakantokształtnego Mawsonia gigas, płaszczkę Myliobatis, dwa Sclerorhynchidae, jak i kilka gatunków ryb promieniopłetwych i dwudysznych. Pozostałości dinozaurów wskazują na obecność diplodoków, bazalnych tytanozaurów, wielkiego teropoda karcharodontozaura, noazauryda blisko spokrewnionego z Masiakasaurus i być może przedstawiciela Velociraptorinae. Znaleziono także charakterystyczne zęby i pojedynczy trzon kręgu przypisane spinozaurowi.
Większość fauny i flory odkrytych w skałach formacji Alcântara występowała również w Afryce Północnej, o czym świadczą Kem Kem Beds w Maroku pochodzące z cenomanu. Kilka wyjątków stanowią Oxalaia quilombensis, Atlanticopristis equatorialis, Equinoxiodus alcantariensis i Coringasuchus anisodontis. Wedle pracy Medeiros et al. fauna z Laje do Coringa może być bliska współczesnej jej faunie z formacji Bahariya w Egipcie, prezentującej odrębną kombinację kluczowych taksonów obejmującą Spinosaurus aegyptiacus, Carcharodontosaurus saharicus i Onchopristis numidus. To wielkie podobieństwo pomiędzy organizmami Brazylii i Afryki stanowi rezultat połączenia tych lądów w obrębie superkontynentu Gondwany, obejmującego większość lądów półkuli południowej. Gondwana zaczęła rozpadać się na skutek poszerzania się dna morskiego 130–110 milionów lat temu. Potem fauny ewoluowały po obu stronach tworzącego się oceanu oddzielnie, co prowadziło do wytworzenia niewielkich różnic między taksonami. Wedle Machado tereny obecnej wyspy Cajual w cenomanie wciąż jeszcze łączyły się z Afryką. Podobnie Medeiros i współpracownicy wyjaśniali podobieństwo faun za pomocą obecności łańcucha wysp bądź połączenia lądowego.

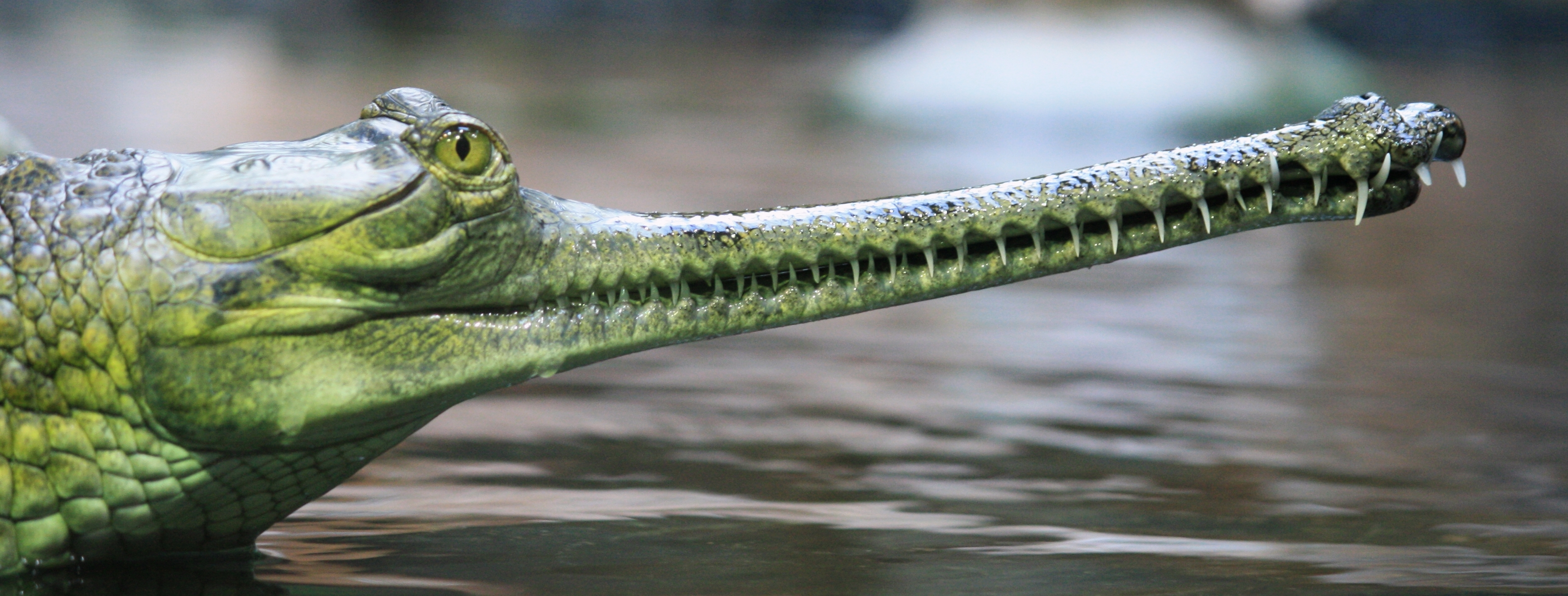
Gawial gangesowy o wydłużonym pysku z zachodzącymi na siebie zębami. Podobny pysk cechował spinozaury

Spinosauridae prawdopodobnie spędzały większość czasu w wodzie bądź w jej okolicy i żywiły się głównie zwierzętami wodnymi. Unikały w ten sposób bezpośredniej konkurencji z innymi wielkimi drapieżnikami. Potrafiły jednak przeżyć, żywiąc się zwierzyną lądową, jeśli zachodziła taka konieczność. Dowodów takiego zachowania dostarczają znaleziska kości młodocianego iguanodonta w jamie brzusznej barionyksa, czy też ząb Irritator w pozostałościach pterozaura. Stożkowate, poprzecznie owalne zęby Oxalaia i jej otwory nosowe cofnięte ku tyłowi czaszki bardziej niż u większości teropodów (co prawdopodobnie pozwalało uniknąć zalania dróg nosowych wodą w czasie polowania na ryby) stanowią charakterystyczne cechy spinozaurydów. Obie cechy stanowią użyteczne adaptacje do łapania i zjadania ryb. Wydłużone, zachodzące na siebie szczęka i żuchwa spinozaurydów pracowały jak wydajna pułapka na ryby. Podobną cechę obserwuje się u gawiala gangesowego, najbardziej rybożernego ze współczesnych krokodyli. Kellner porównał ogólny wygląd spinozaurydzkich czaszek do czaszek aligatorów.